# Manuel Joaquín Blanco
Manuel Joaquín Blanco (Imperio español; siglo XVIII-Florida, Provincias Unidas del Río de la Plata; 25 de mayo de 1814) fue un coronel español que tuvo una destacada actuación en la guerra de independencia hispanoamericana.
De gran profesionalismo y notable habilidad táctica, fue comisionado por Joaquín de la Pezuela, con la orden expresa de ocupar la provincia de Cochabamba, la provincia Santa Cruz de la Sierra, e ir reclutando gente a su ejército durante su avance, y así hasta el sur, pasando por las provincias de Salta, Córdoba y ocupar así Buenos Aires. 
Blanco partió rumbo a Cochabamba, donde estaba de gobernador el coronel Juan Antonio Álvarez de Arenales, Blanco tuvo éxito en la ocupación, enfrentándose a Arenales, quien quedó diezmado de milicias patriotas, este huyó del Alto Perú junto a su división y el comandante Diego de la Riva para refugiarse en Santa Cruz, donde gobernaba el coronel Ignacio Warnes; Blanco, cumpliendo con las órdenes, partió rumbo a la provincia cruceña, mientras efectuaba la campaña, Blanco también perseguía a Arenales. Penetrando los valles cruceños en 1814, se enfrentó en San Pedrito el 4 de febrero a la división del coronel Arenales y De la Riva, a su división se le unieron voluntarios vallegrandinos comandados por Manuel Cárdenas. Victorioso una vez más, Blanco, se adentra a Samaipata, mientras que Arenales y su división huyen hacia Abapó; Blanco, decide asentarse y descansar a su tropa en Samaipata, alimentando a los combatientes y a los caballos. Para desmoralizar a los simpatizantes de la revolución en Samaipata, decide fusilar a los que estaban involucrados con el caudillo Isidro Salazar. Posterior a esto, emprende el camino a la capital de la provincia cruceña, pero, Arenales había informado al gobernador Warnes del avance de Blanco, en consecuencia a esta información, Warnes decide organizar planes para retenerlo. Blanco también fue informado de las tácticas de Warnes, quien había abandonado la capital, Blanco se adentró a ella con su ejército y se reunió con los cruceños fieles al Regencia de España y causa realista, Blanco, como escarmiento a los patriotas revolucionarios y a los traidores a las filas realistas, manda a fusilar a los caudillos vallegrandinos Cárdenas y Cuestas.
Warnes en su campamento en la misión de Florida, se enteró de la salida de la ciudad de Blanco, quien iba en busca de los revolucionarios, y se alistaron para enfrentarlo; Blanco salió con su división de más 800 hombres bien armados, dejando en la ciudad 100 hombres al mando de Juan Francisco de Udaeta. Warnes manda al coronel José Manuel Mercado el Colorao junto a José Manuel Baca Cañoto, con treinta hombres del batallón de Caballería Volantes, al norte cerca de Paliza para esperar y emboscar a Blanco, con la idea de diezmar su tropa. Por la madrugada del 25 de mayo, aparece Blanco y su ejército, se produce el encuentro y, después de unas horas de lucha, Mercado ordena la retirada de su tropa con retorno a Florida, donde Warnes secundado por Arenales ya estaban preparados.
Blanco avanza hacia Florida y, llegando a las playas del río Seco, la escaramuza planeada por Warnes, quien había camuflado a 50 hombres armados unos enterrados en la arena y otros tapados por ramas; Blanco solo veía a la caballería, y al acercarse, se abrió fuego hacia su ejército, teniendo así muchas bajas, posterior al este corto combate, los patriotas huyen hacia la plaza de la misión de Florida, estos perseguidos por el ejército de Blanco, y sería allí donde se produjo oficialmente la batalla de Florida en las llanuras chaqueñas. Durante la batalla, se encontró cara a cara con el coronel Warnes, ambos montados a caballo, y ambos se batieron en un duelo singular blandiendo sus sables y embistiéndose a galope. En el desenlace del duelo, Warnes le pasa por su garganta con su espada, dando fin a su vida. El historiador argentino general José E. Rodríguez, el año 1920, en su libro A través de Bolivia,  resumía: "El choque fue tan violento como enconado, el dilema de hierro estaba planteado: uno de los dos tenía que desaparecer del escenario bélico altoperuano. La suerte favoreció al jefe patriota; el valiente Blanco con varias heridas de corte y de punta, murió estoicamente como había vivido, sobre su caballo de pelea, y cayó al suelo ya cadáver..."
Las tropas de Blanco fueron se dispersaron, siendo la mayoría exterminadas por los soldados del Ejército Cruceño. En una de las huidas cuando se dispersaron los realistas, Arenales fue solo a combatir a una de ellas, que era una escuadra de lanceros, estos al darse de cuenta que sólo era Arenales sin nadie más a su lado, lo atacan, y lo ensartan sus lanzas y sables, y es gravemente herido, provocándole 14 heridas, cuando se le encuentra es llevado al centro médico del ejército, donde le salvaron la vida.